# Роккавіньяле
Роккавіньяле (італ. Roccavignale, ліг. Ròcavignâ) — муніципалітет в Італії, у регіоні Лігурія, провінція Савона.
Роккавіньяле розташоване на відстані близько 450 км на північний захід від Рима, 60 км на захід від Генуї, 25 км на захід від Савони.
Населення — 746 осіб (2014).

## Демографія
Населення за роками:

Станом на 1 січня 2023 року в муніципалітеті офіційно проживало 45 іноземців з 20 країн, серед них 7 громадян країн Євросоюзу.

## Сусідні муніципалітети
- Кастельнуово-ді-Чева
- Ченджо
- Міллезімо
- Монтецемоло
- Муріальдо